# Велизарий
Флавий Велизарий (на гръцки: Βελισάριος; на латински: Flavius Belisarius) (505 – 565) или Белисарий или Белисариус е един от най-великите военачалници на Източната Римска империя и един от най-известните пълководци. Той е основният изпълнител на амбициозния проект на византийския император Юстиниан I да завладее отново голяма част от Западната Римска империя, загубена почти век по-рано.
Независимо от това, че той е относително по-малко известен от други знаменити пълководци като Юлий Цезар или Александър Македонски, способностите и постиженията му са не по-малки, ако не и по-значителни от тези на много от тях.
Една от постоянните особености на кариерата на Велизарий е провеждането на военни операции в условия на частично или пълно отсъствие на помощ от страна на императора Юстиниан I и Източната Римска империя, независимо от което, благодарения на военния си гений, постоянно увенчава с успех.

## Ранна възраст и кариера
Велизарий е роден в античния град Германея, днешна Сапарева баня, България. Вероятно е бил от тракийски произход, макар да са изказвани и други предположения, че той е от готски, келтски, гръцки или дори романизиран славянски род, основано на сходството на латинския вариант на името Belisarius със славянското „Бели цар“, отричано от съвременните историци, тъй като думата цар се появява няколко века по-късно, при българския цар Петър I. От ранна възраст е войник в римската войска, служейки в личната гвардия на император Юстин I. След смъртта на Юстин през 527 г. новият император Юстиниан I, назначава Велизарий командващ източната армия със задача да се справи с набезите на Сасанидското царство. Бързо доказва, че е способен и ефективен пълководец, побеждавайки превъзхождащата персийска армия благодарение на способностите си. През юни 530 г. под негово ръководство византийската армия побеждава сасанидите в битката при Дара, скоро последвана от спорно поражение в битката при Калиник на река Ефрат, 531 г. Това довежда до сключването на „Вечен мир“ с персите и връщане на загубените по-рано територии, макар и с цената на тежки контрибуции.
През 532 г. той е старшият офицер в столицата на империята Константинопол, когато избухва въстанието Ника (между враждуващи агитки на почитателите на състезанията с колесници, наречено така по бойния вик на въстаниците – гр. ника = „победа“), което едва не довежда до свалянето на Юстиниан. Велизарий, с помощта на военния магистър на Илирия Мунд, потушава брутално въстанието, при което, по разни сведения, загиват 30 000 души.

## Военни кампании

### Срещу вандалите
Като награда за успехите му Юстиниан доверява на Велизарий командването на огромна експедиция по суша и море срещу кралството на вандалите през 533 – 534 г. Византийците разполагат с политически, религиозни и стратегически причини за разгръщането на такава кампания. Про-византийският крал на вандалите Хилдерих е свален от трона и по-късно убит от узурпатора Гелимер, което дава на Юстиниан претекст за намеса. Освен това арианите вандали периодически преследват християните, признаващи Първия Никейски събор, осъдил арианството като ерес и много от тези християни се обръщат в Константинопол за защита. Юстиниан се нуждае от контрол на територията на вандалите в Северна Африка, която е жизнено необходима за получаването на достъп до западното Средиземно море. През късното лято на 533 г. Велизарий отплува за Африка и слиза на суша недалеч от Лептис Магна, откъдето започва марш по крайбрежния римски път до столицата на вандалите Картаген.
Силите на Гелимер (който току-що е убил Хилдерих) и Велизарий най-сетне се срещат на десет мили от Картаген в битката при Децимум на 13 септември, 533 г. Битката едва не се свършва с разгром на византийците – Гелимер е избрал добре позицията си и има известен успех срещу силите, противостоящи му на главния път. Византийците обаче имат превъзходство по двете страни на главния римски път към Картаген. В разгара на битката, Гелимер научава за смъртта на брат си и губи инициативата. Това дава на Велизарий възможност да прегрупира силите си, да победи и да превземе Картаген. След втора победа на Велизарий в битката при Тикамерон, по-късно същата година (15 декември), Гелимер се предава 534 г. при планината Папуа, с което загубените по-рано римски провинции в Северна Африка се връщат в империята. За тези си успехи и победата във Вандалската война, Велизарий получава римски триумф (последния в историята) след завръщането си в Константинопол. В процесията са показани и реликвите от храма на Йерусалим, които са спасени от столицата на вандалите. В негова чест са раздадени медали с надпис „Gloria Romanorum“, макар че, до нас не е стигнал нито един от тях. Велизарий също е назначен единствен консул за 534 г., един от последните, получавали тази длъжност, която към това време вече се е превърнала в церемониална реликвия от древната Римска република.

### Срещу остготите
Въодушевен от успеха, Юстиниан решава да си възвърне колкото може от Западната Римска империя. През 535 г. императорът нарежда на Велизарий да нападне остготите. Изборът му отново е правилен, тъй като Велизарий бързо покорява Сицилия, прехвърля се в континентална Италия, където превзема Неапол и Рим, 536 г. През следващата година успешно защитава Рим срещу готите и се изнася на север, превземайки Медиоланум (Милано) и столицата на остоготите Равена през 540 г., където готския крал Витигес е взет в плен. Малко преди падането на Равена, остготите предлагат на Велизарий да стане император на Западната Римска империя. Велизарий се преструва, че приема и влиза в Равена по единствения възможен начин – по насип през блатата, придружен от своите ветерани (комитатус). С влизането си в града, Велизарий бързо пленява Витигес, възползва се от липсата на командващ, превзема града и обявява победата от името на император Юстиниан.
Предложението на готите все пак, изглежда, предизвиква съмненията на Юстиниан и Велизарий е изпратен на изток да се справя с превземането от персите на Сирия, критично важна за империята провинция.
Велизарий тръгва на поход и провежда кратка кампания без определен изход през 541 – 542 г. В края на краищата успява да сключи примирие (с помощта на огромна парична сума – 5000 фунта злато), по силата на което персийците се съгласяват да не нападат територията на Византия през следващите пет години.
Велизарий се връща в Италия през 544 г., където открива, че ситуацията силно се е променила. През 541 г. готите са избрали Тотила за свой нов вожд и започнали мощна кампания срещу византийците, възстановили контрола си над цялата северна Италия и са прогонили византийския гарнизон от Рим. Велизарий успява за кратко време да си възвърне Рим, но италианската му кампания се оказва неуспешна, до голяма степен благодарение на слабата поддръжка с доставки и подкрепления от страна на ревнивия Юстиниан. През 548 г. Юстиниан го отстранява в полза на евнуха Нарзес, който довежда кампанията до победен край. Велизарий, от своя страна, се оттегля от активна военна и политическа дейност.

### Късни години и кампании
Уединението на Велизарий продължава до 559 г., когато армия от славяни и българи на Заберган пресичат река Дунав, превземат за пръв път византийски земи и дори заплашват самия Константинопол. Юстиниан поставя Велизарий начело на византийската армия, която трябва да се справи с нашествието на българите. В тази своя последна кампания Велизарий побеждава българите и ги прогонва зад Дунав.
През 562 г. Велизарий е съден в Константинопол по обвинение в корупция. Обвинението вероятно е изфабрикувано и съвременните изследователи дори предполагат, че заклетият му враг и бивш секретар, Прокопий Кесарийски, автор на „Тайната история“ е бил и съдия по този процес. Велизарий е признат за виновен и хвърлен в затвора. Въпреки това, скоро след осъждането му, Юстиниан го помилва, заповядва да бъде освободен и го връща в императорския двор под свое покровителство.
Велизарий и Юстиниан, чието партньорство, макар и понякога напрегнато, довежда до увеличаването на размерите на империята с 45%, умират достойно с няколко седмици разлика във времето през декември 565 г. Велизарий вероятно завършва живота си в своето владение Руфиниане в предградията на азиатската част на Константинопол и може би е погребан в една от двете местни църкви, вероятно „Петър и Павел“.

## Легендата за Велизарий и слепия просяк
В съответствие с легенда, която добива популярност през Средните векове, Юстиниан бил заповядал да ослепят Велизарий и го превърнал в бездомен просяк, който бил обречен да моли минаващите покрай него да „дадат обол на Велизарий“ (date obolum Belisario), преди да го помилва. Повечето съвременни учени смятат, че легендата е апокрифна, въпреки че Филип Станхоуп, британски филолог, живял през XIX век, написал „Живота на Велизарий“ – единствената изчерпателна биография на великия военачалник – е вярвал, че това отговаря на действителността. Станхоуп внимателно изучава наличните първични източници и развива заслужаваща внимание, но общо взето не особено вероятна аргументация на автентичността на легендата.

## Велизарий в произведения на изкуството
Велизарий е отразяван в редица произведения на изкуството преди 20 век. Най-старото сред тях е историческият трактат на собствения му секретар Прокопий, „Анекдотите“, обикновено наричани „Arcana Historia“, или „Тайна история“, обширна атака на Велизарий и Антонина, изобразяваща го като влюбен слепец и жена му като невярна и двулична. По-късни произведения включват:
- Beliar, 18 век поема на Friedrich de la Motte Fouque;
- Животът и историята на Велизарий, завоевателя на Африка и Италия, с описание на неговото унижение, неблагодарността на римляните и паралел между него и един съвременен герой, драма на John Oldmixon;
- Belasarius, 1724 драма на Уилям Филипс;
- Belisarius, 1742 роман на Джон Даунман;
- Bélisaire, 1767 роман на Жан-Франсоа Мармонтел;
- Belisario, 19 век опера на Гаетано Доницети.
- Велизарий. Роман. София: Народна култура, 1987, 541 с. роман на Робърт Грейвс